# Stazione di Minami-Ōsawa
La stazione di Minami-Ōsawa  (南大沢駅?, Minami-Ōsawa-eki) è una stazione ferroviaria di Hachiōji,  città conurbata con Tokyo in Giappone. La stazione è servita dalla linea Keiō Sagamihara della Keiō Corporation.

## Linee
Keiō Corporation
● Linea Keiō Sagamihara

## Struttura
La stazione si trova al centro della Tama New Town, e possiede due binari passanti in trincea scoperta con due marciapiedi laterali. Il fabbricato viaggiatori di grandi dimensioni si trova sopra il piano del ferro, e si situa a livello strada e contiene un centro commerciale.
| 1 | ● Linea Keiō Sagamihara | per Hashimoto                                                                                  |
| 2 | ● Linea Keiō Sagamihara | per Keiō-Tama-Center, Chōfu, Meidaimae, Shinjuku e linea Shinjuku della metropolitana di Tokyo |

## Stazioni adiacenti
| «                     | Servizio                   | »                     |
| Linea Keiō Sagamihara | Linea Keiō Sagamihara      | Linea Keiō Sagamihara |
| --------------------- | -------------------------- | --------------------- |
| Keiō-Horinouchi       | Locale Rapido Semiespresso | Tamasakai             |
| Keiō-Tama-Center      | Espresso Espresso Limitato | Hashimoto             |